# TEE Molière
Il treno TEE Molière, dal nome d'arte del commediografo e drammaturgo francese Jean-Baptiste Poquelin (1622-1673), fu istituito nel 1973 per collegare Parigi con Düsseldorf in sostituzione del TEE Paris-Ruhr; fu limitato a Colonia nel 1975 e uscì dal raggruppamento Trans Europ Express nel 1979.

## Storia
Nel giugno del 1973 la Ferrovia Federale Tedesca (DB) chiese e ottenne di cambiare il nome del treno TEE Paris-Ruhr, divenuto anacronistico dopo l'arretramento del capolinea da Dortmund a Düsseldorf perché il percorso non interessava più la regione della Ruhr.
A partire dall'orario estivo del 6 giugno 1973 fu dunque istituito il nuovo TEE Molière che mantenne lo stesso materiale rotabile, lo stesso percorso e una traccia oraria analoga a quella del predecessore, con un leggero guadagno di tempo di percorrenza in entrambi i sensi di marcia.
Con l'orario estivo del 1º giugno 1975 il capolinea fu arretrato da Düsseldorf a Colonia per le stesse ragioni di scarsità di frequentazione sulla tratta tedesca che nell'autunno 1971 avevano determinato la limitazione a Düsseldorf del TEE Paris-Ruhr. 

A partire dalla stessa data la DB assicurò la coincidenza sullo stesso marciapiede tra il TEE 41 Molière, in arrivo a Colonia alle 22.46, e i treni InterCity IC 118 Rheinblitz per Düsseldorf-Dortmund e IC 128 Hans Sachs per Wuppertal-Hagen; dalle stesse località partivano rispettivamente di prima mattina gli IC 112 Gambrinus e IC 121 Hans Sachs, che raggiungevano Colonia prima della partenza del TEE 40 Molière alle 7.17.
In occasione della Conferenza Europea degli Orari del 1975 le ferrovie tedesche (DB) chiesero la soppressione del TEE Molière per scarsa redditività; l'istanza fu appoggiata dalle ferrovie belghe (SNCB) e contrastata dalla ferrovie francesi (SNCF) che fecero osservare che la sorte del Molière, effettuato con carrozze SNCF, non poteva essere disgiunta da quella del TEE Parsifal, effettuato con carrozze DB, che aveva una frequentazione analoga sul percorso francese. La SNCF fece inoltre pesare il fatto che la cancellazione del TEE Goethe, operativa dal 1º giugno 1975, comportava già un significativo calo di utilizzo del materiale TEE francese, chiedendo che l'eventuale soppressione del Molière venisse compensata con l'utilizzo delle carrozze TEE SNCF sul Parsifal. Alla fine della lunga discussione fu deciso di mantenere in servizio il TEE Molière, ma di non farlo più circolare il sabato a partire dall'orario estivo 1976, estendendo la soppressione alla domenica un anno dopo.
La fase conclusiva del servizio commerciale del TEE Molière si svolse in modo sostanzialmente parallelo a quella del TEE L'Arbalète:
- uscì dal raggruppamento TEE con l'orario estivo del 27 maggio 1979, sostituito da un treno rapido di prima e seconda classe con carrozze SNCF tipo Corail;
- fu classificato come InterCity IC 430/431 dal 1º giugno 1980;
- perse la classificazione InterCity dall'orario estivo 1983 all'orario estivo 1986 perché prolungato a Copenaghen in orario notturno come treno espresso D 430/431 composto da carrozze cuccette e carrozze letti;
- fu classificato come EuroCity EC 40/41 dal 31 maggio 1987;
- fu soppresso il 14 dicembre 1997 con l'entrata in servizio del Thalys tra Parigi e Colonia.

## Percorso e fermate
Il TEE Molière collegava Parigi a Düsseldorf attraverso le valli della Sambre e della Mosa e toccando la grande città industriale e commerciale di Colonia, coprendo una distanza di 532,2 km.
Il treno aveva origine dalla stazione di Parigi Nord e fermava nell'ordine a San Quintino (solo nel senso dispari Parigi→Dortmund), a Maubeuge, Charleroi, Namur, Liegi, Verviers, Aquisgrana, Colonia e Düsseldorf.
Dal 1º giugno 1975 l'itinerario fu limitato a Colonia, con un percorso totale di 492,1 km.
Il 28 maggio 1978 la fermata a San Quintino fu estesa a entrambi i sensi di marcia.
Il 25 maggio 1979 circolò per l'ultima volta come Trans Europ Express.
La numerazione adottata fu TEE 41-40.

## Materiale rotabile
Il TEE Molière mantenne la composizione a materiale ordinario con carrozze TEE SNCF tipo Mistral 69 del suo predecessore Paris-Ruhr, formata da:
- 1 carrozza di 1ª classe a corridoio centrale tipo SNCF A8tu TEE;
- 1 carrozze di 1ª classe a scompartimenti tipo SNCF A8u TEE;
- 1 carrozza di 1ª classe con bar tipo SNCF A3rtu TEE;
- 1 carrozza ristorante tipo SNCF Vru TEE;
- 1 carrozza di 1ª classe a corridoio centrale tipo SNCF A8tu TEE;
- 1 carrozza di 1ª classe a corridoio centrale con bagagliaio e generatore elettrico tipo SNCF A4Dtux TEE.

Su richiesta della Compagnie Internationale des Wagons-Lits (CIWL), che gestiva il servizio ristorante sul TEE Molière, la carrozza bar A3rtu fu soppressa per scarsa frequentazione con l'orario invernale 1975.
La locomotive elettriche delle diverse amministrazioni ferroviarie a cui fu affidata la trazione del TEE Molière furono:
- la DB 103 (monotensione)[8];
- la DB 110 (monotensione)[2];
- la SNCB BB 22 (monotensione)[8];
- la SNCB BB 23 (monotensione)[8];
- la SNCB BB 25 (monotensione)[8];
- la SNCB BB 26 (monotensione)[8];
- la DB 184 (quadritensione)[9];
- la SNCB BB 15 (tritensione)[9];
- la SNCB BB 16 (quadritensione)[9].